# El Verdaguer (Malla)
El Verdaguer és una masia de Malla (Osona) inclosa a l'Inventari del Patrimoni Arquitectònic de Catalunya.

## Descripció
Edifici de planta quadrada, cobert a dues vessants desiguals, amb una construcció posterior recolzada sobre el primer cos, coberta a una sola vessant.

## Història
És una casa construïda en una sola vegada i no presenta cap problema constructiu ni cap alteració. Únicament el cos lateral fou annexionat posteriorment a l'estructura inicial, construït amb la funció de guardar les eines, però no d'habitatge. La seva estructura ens mostra la pervivència de les formes constructives del món rural.